# Surf Mesa
Пауэлл Агирре (род. 10 апреля 2000, Сиэтл) — американский диджей и музыкальный продюсер из Сиэтла, штат Вашингтон, известный под сценическим псевдонимом Surf Mesa.

## Биография
Известно, что Пауэлл родился в Сиэтле — об этом он написал у себя в профиле в Твиттере. Однако во время всеобщего карантина из-за пандемии коронавируса COVID-19 музыкант проводил время дома в Лос-Анджелесе, о чем писал в Instagram.
В мае 2020 года его сингл ily (i love you baby) поднялся на 4 место в музыкальном чарте сервиса Spotify по всему миру: Мир: топ-50 трендов. Помимо пользователей сервиса, трек заметили и известные диджеи. Например, Arty опубликовал ремикс на композицию в стиле EDM, а на его профиль в Инстаграм подписались Диллон Фрэнсис и Алессо.

## Дискография
- bedroom (альбом) (2019)
- ily (i love you baby) (сингл) (2019)